# Les Immortels d'Agapia
Les Immortels d'Agapia est un roman de Virgil Gheorghiu paru en 1964. Cet ouvrage en roumain raconte l'enquête menée en deux jours par un tout jeune juge sur un meurtre perpétré à Agapia, ville qui n'avait auparavant connu aucun crime. 

## Résumé
En mars 195…, à Agapia en Roumanie, Județ de Neamț. Cosma Damian, fraîchement diplômé de l'université, prend ses fonctions de juge de paix, poste nouvellement créé dans cette ville au milieu de nulle part. Il est accueilli par le commissaire Filaret, qui lui prédit une vie calme, puisqu'Agapia n'a jamais et ne connaîtra jamais de crime. 
Cependant, à la surprise générale des habitants de la ville, à peine douze heures après l'arrivée du juge, le jeune soldat Anton Tuniade est assassiné. 
S'ensuit alors une série de désillusions pour le commissaire qui, malgré sa croyance fervente en la pureté d'âme de ses concitoyens, voit l'un d'eux, Savonarola Mold, être accusé du meurtre, et bientôt avouer ce forfait. 
Mais la conclusion de l'histoire sera toutefois tout autre que celle-ci, inventée par les enquêteurs, des spécialistes envoyés par le pouvoir central.

## Thèmes abordés
- Gheorghiu présente la ville d'Agapia, située "à trois mille kilomètres de Paris, dans la grande banlieue de l'Europe" (p.1), comme une ville s'étant développée au fil de circonstances fortuites : la conquête romaine, la conquête ottomane, la création de la ligne de chemin de fer, l'établissement d'un fils de satrape comme sous-préfet de la ville, afin qu'il puisse profiter du bon air des montagnes. La ville est présentée comme le refuge d'une histoire ancienne, pure de tout crime et fière de cet état (Agapia venant du mot grec moderne : agapé signifiant amour (de Dieu)). Elle a su garder ses racines et traditions moldaves, malgré les dominations des Empires successifs.
- L'auteur présente tour à tour les différents groupes sociaux auxquels appartiennent les différents personnages de l'intrigue :
  - La victime, Anton Tuniade, est le fils de la famille Tuniade, dynastie de satrapes phanariotes depuis quelques générations de diverses régions roumaines. La caste gouvernant la Moldavie est présentée comme tyrannique.
  - Le peuple moldave est présenté comme soumis, mais non atone face aux injustices dont il a été l'objet depuis fort longtemps. Ce vieux peuple, sanctuaire de traditions et d'expression millénaires ("que la terre soit légère sur sa tombe !" proclame-t-on à la façon des Romains lorsqu'il est question du décès d'une personne (p.164)), pratique la religion chrétienne orthodoxe avec une ferveur telle qu'elle est quelque part en droit de croire ses habitants Immortels.
  - Cette ferveur n'est toutefois pas la même qu'Ismaïl le Lipovan, cocher d'Agapia. Celui-ci est décrit comme appartenant à la secte des Skoptzys, dont les rites mystérieux et terribles incluent la castration de l'homme marié ayant eu un enfant.